# NGC 361
NGC 361 is een open sterrenhoop in een emissienevel in de Kleine Magelhaense Wolk in het sterrenbeeld Toekan. Het hemelobject werd op 6 september 1826 ontdekt door de Schotse astronoom James Dunlop.

## Synoniem
- ESO 51-SC12